# Gebäudeautomation
Als Gebäudeautomation (GA) oder Domotik wird im Bauwesen die Gesamtheit von Überwachungs-, Steuer-, Regel- und Optimierungseinrichtungen in Gebäuden bezeichnet. Als Teil der Versorgungstechnik ist die GA ein wichtiger Bestandteil des technischen Energiemanagements. Als Hauptziel wird häufig die gewerkeübergreifende, selbstständige (automatische) Durchführung von Funktionsabläufen, nach vorgegebenen Einstellwerten (Parametern) oder deren Bedienung bzw. Überwachung zu vereinfachen. Um dieses Ziel zu erreichen, werden alle Sensoren, Aktoren, Bedienelemente, Verbraucher und andere technische Anlagen im Gebäude miteinander vernetzt. Abläufe können in Szenarien zusammengefasst werden. Kennzeichnendes Merkmal ist die dezentrale Anordnung der Automationsstationen (AS) sowie die durchgängige Vernetzung mittels eines Kommunikations-Netzwerks bzw. Bussystems.

## Bezug zum administrativen Facilitymanagement
Zur Umsetzung des administrativen Facilitymanagements werden eine Vielzahl an Informationen (Grundfläche, Nutzungsart, Energiebedarf usw.) zu den betriebenen Gebäuden benötigt. Die Unterstützung des administrativen Facilitymanagements durch die Informationstechnik wird als Computer-Aided Facility Management (CAFM) bezeichnet. Die Gebäudeautomation kann im Rahmen des technischen Facilitymanagements einen Teil der benötigten Informationen zur Verfügung stellen. Somit kann die Software der Managementebene oder Gebäudeleittechnik (GLT) mit dem computer-aided facility management verknüpft werden. Durch die aktive Steuerung der technischen Gebäudeausrüstung gehen die Aufgaben der Gebäudeautomation allerdings über die reine Informationsbereitstellung weit hinaus.

## Technologische Grundlagen

### Technische Elemente
Bestandteile beim Aufbau eines Systems zur Gebäudeautomation sind:
- Automationseinrichtungen (Steuerungseinheiten DDC-GA)
- Schaltschrank
- Feldgeräte, wie Sensoren und Aktoren
- Raumautomationssystem
- Verkabelung und Bussysteme
- Server und Gateways
- Management- und Bedieneinrichtungen (veraltet: Gebäudeleitsystem) (Software zur Visualisierung der Informationen)

### Technische Philosophie der Gebäudeautomation

#### Herstellerunabhängigkeit / offene Systeme
Herstellerunabhängigkeit und offene Systeme sind als Schlagwörter seit Jahren ein zentrales Thema im Bereich der Gebäudeautomation. Häufig wird Herstellerunabhängigkeit von den Nutzern gefordert, von den GA-Herstellern jedoch nicht konsequent umgesetzt und auf Grund von Wirtschaftsinteressen torpediert. Jedoch bieten immer mehr Anbieter Systeme mit genormter Kommunikation an, wie zum Beispiel dem BACnet. Durch Produkte, die konform mit einem genormten Protokoll sind, ist die Interoperabilität (Anbindung) verschiedener Automationseinrichtungen mit geringem Aufwand möglich.
Jedoch wird Herstellerunabhängigkeit in der Gebäudeautomation dadurch definiert, dass ein System installiert wird, das dem Betreiber die Möglichkeit gibt, Fabrikate mehrerer Hersteller ohne größere Probleme miteinander kommunizieren zu lassen. Die Abhängigkeit vom Hersteller wird dabei nicht gelöst, sondern nur gelockert. Wobei sich die Kuriosität ergibt, dass es bei diversen DDC-GA-Herstellern für die DDC-GA-Komponenten Preislisten gibt, jedoch für die Gateways je nach Projekt politische Preise generiert werden. Dieser Zustand hält an, solange die Ausschreibungen mit LV-Texten der Hersteller anstatt mit dem neutralen Standardleistungsbuch für das Bauwesen erfolgen. Wenn die Planung und Ausschreibung neutral nach VDI 3814 oder der EN ISO 16484 erfolgt, entsteht diese Markteinschränkung nicht.
Die Abhängigkeit vom Errichter bezüglich der Bestandsanlagen, der Wartung nach VDMA oder der Beseitigung von Schäden besteht weiterhin, da es aus Kostenaspekten in der Regel (bis zum Jahr 2010) illusorisch war, einen Controller (DDC-GA) im Schaltschrank gegen einen anderen zu ersetzen. Bei Neubauten oder Erweiterungen wird jedoch Ausschreibungsfreiheit ermöglicht und somit Investitionssicherheit geschaffen. Zudem ergibt sich die Möglichkeit, zusätzliche Liegenschaften aufzuschalten, die bisher wegen unterschiedlicher Fabrikate separat geregelt und überwacht wurden. Die unterschiedlichen Fabrikate ergaben sich, weil die Gebäudeautomation dem Gewerk Heizung oder Lüftung als Subunternehmer zugeschlagen wurde. Eine Folge können überhöhte Betriebskosten sein.
Bei herstellerneutralen BACnet-Projekten mit mehreren GA-Firmen (Multi-Vendor-Projekte) reicht ein Profil-basiertes BACnet-Konzept alleine nicht aus, um den angestrebten nutzerorientierten und optimierten Betrieb zu gewährleisten. Auch Planer und Hersteller müssen in solchen Projekten Kundenvorgaben berücksichtigen, damit ist eine effiziente Umsetzung nicht möglich. Um hier einen Standard zu etablieren, hat der AMEV den BACtwin erstellt und veröffentlicht. Eine Abgrenzung, ab welcher Projektgröße dieses Datenmodell anzuwenden ist, kann nicht gegeben werden. Wenn sich der Standard etabliert, wird es ein Mehraufwand sein, diesen zu verlassen.

#### Vernetzung
Heutzutage geht der Trend nicht nur bei der klassischen Gebäudeautomatisierung mit dem Stand der Technik in Richtung multimediale Vernetzung, sondern auch über verschiedene Gewerke hinweg.
Der folgende Text bezieht sich auf die Hausautomation: Bei elektrischen Haushaltsgeräten (Weiße Ware) besteht eine anhaltende Tendenz in Richtung Vernetzung, meist über Powerline-Lösungen. So entwickelt BSH Hausgeräte serve@Home, von Miele gibt es Miele@home-Produkte und in der Schweiz findet man ZUG-Home der Firma V-Zug. Die Darstellung der Vernetzung bzw. die Steuerung der Geräte erfolgt hierbei meist über einen Web-Browser und ist manchmal mit anderen Gebäudeautomatisierungslösungen integriert, sodass sich der Kreislauf zur Unterhaltungselektronik bzw. den neuen Medien schließt. Ähnlich sieht es bei Geräten der Unterhaltungselektronik (Braune Ware) und Heizungsgeräten (Rote Ware) aus. Die intelligente Vernetzung in der Gebäudeautomation wird durch technischen Fortschritt vorangetrieben, der die unterschiedlichen Bereiche vereint. Zunehmende Flexibilität der Systeme und sinkende Kostenstrukturen steigern die Nachfrage nach entsprechenden Lösungen – sowohl auf gewerblicher als auch auf privater Seite.
Das Ziel der Vernetzung bei der Weißen, Braunen und Roten Ware ist jeweils, den Mehrwert bei der Gerätenutzung zu steigern und neue (Fern-)Bedienmöglichkeiten zu schaffen. Die zugrunde liegende Technologie als Protokoll-Stack ist meist LON, UPnP oder KNX-Standard-Powerline, wobei der Embedded-Software-Stack häufig auf OSGi (Java) aufsetzt. In der Gebäudeautomation, aber auch schon in der Raumautomation, hat sich global das BACnet-Protokoll durchgesetzt – so kann sich heute kein Anbieter mehr leisten, nicht BACnet anzubieten. Infolgedessen entsteht eine gesamtheitliche Lösung mit einheitlicher Bedienung.

### Basis-Technologien für die Gebäudeautomation

#### Leittechnik und Managementsysteme zur Fernwartung
Zum Einsatz kommen meist proprietäre Lösungen, beispielsweise zum Remote Management der weiter unten beschriebenen lokalen OSGi-Systeme.

#### Management- und Automationsebene
OSGiEin OSGi-Framework ist eine offene, modulare und skalierbare „Service Delivery Plattform“ auf Java-Basis. Sie ermöglicht in ihrer Funktion als Software-Basisplattform für eingebettete Geräte die Vernetzung von intelligenten Endgeräten durch nachträgliche Auslieferung und Installation von Diensten zur Laufzeit. Dies schließt somit die Aufgabe der klassischen Fernsteuerung, Ferndiagnose und -wartung dieser Geräte mit ein. Weiterhin wird die Verteilung von Informationen und multimedialen Unterhaltungsinhalten an diese Geräte über geeignete Protokolle ermöglicht. Der Einsatz von OSGi erfolgt dementsprechend typischerweise in Fahrzeugen (Telematik), mobilen Endgeräten (Handys, PDAs) und im Bereich der Heimvernetzung (Residential Gateways) oder in industriellen Automatisierungslösungen bzw. völlig anders gearteten eingebetteten Systemen. Eines der Anwendungsgebiete dieses offenen Systems ist die Gebäudeautomation, also das hier besprochene technische Facilitymanagement. Dabei können auf demselben Residential Gateway gleichzeitig noch unterschiedliche andere Dienste bereitgestellt werden. Eine große Anzahl von solchen Gateways (also lokaler Managementsysteme) können dann aus der Ferne über ein entsprechendes Remote Management (also ein zentrales Managementsystem) gesteuert und überwacht werden.

#### Automations- und Feldbus-Ebene
DALIDas Digital Addressable Lighting Interface (DALI) ist ein Steuerprotokoll zur Steuerung digitaler, lichttechnischer Betriebsgeräte in Gebäuden (zum Beispiel elektronischer Transformatoren, EVGs, elektronischer Leistungsdimmer etc.). Jedes Betriebsgerät, das über eine DALI-Schnittstelle verfügt, kann über DALI-Kurzadressen einzeln angesteuert werden. Durch einen bidirektionalen Datenaustausch kann ein DALI-Steuergerät bzw. ein DALI-Gateway den Status von Leuchtmitteln bzw. von Betriebsgeräten einer Leuchte abfragen bzw. den Zustand setzen. DALI kann als „Inselsystem“ mit maximal 64 Betriebsgeräten betrieben werden oder als Subsystem über DALI-Gateways in modernen Gebäudeautomationssystemen.
EIBDer Europäische Installationsbus (EIB) ist ein Standard nach EN 50090, der beschreibt, wie bei einer Installation Sensoren und Aktoren in einem Haus miteinander verbunden werden müssen. Er legt weiterhin das Kommunikationsprotokoll fest. Der EIB steuert zum Beispiel die Beleuchtung und Jalousien beziehungsweise Beschattungseinrichtungen, die Heizung sowie die Schließ- und Alarmanlage. Mittels EIB ist auch die Fernüberwachung und -steuerung eines Gebäudes möglich. EIB wird derzeit vor allem bei neuen Wohn- und Zweckbauten installiert, kann jedoch auch bei der Modernisierung von Altbauten nachträglich eingebaut werden. EIB-Installationen sind mittlerweile nicht nur im gehobenen Wohnungsbau zu finden. Es werden bereits auch bei preiswerten Fertighäusern EIB-Netzwerke in das Gebäude standardmäßig integriert. Die Kommunikation erfolgt über ein separates, zweipoliges Leitungsnetz oder, vor allem bei Nachrüstungen, über bestehende Stromleitungen mittels Powerline Communication.
KNXDer Konnex-Bus (KNX) ist ein Standard, der beschreibt, wie in einer Installation u. a. Sensoren und Aktoren miteinander über ein Bus-/Protokoll-System verbunden werden können. Der Bus wurde im Jahre 2002 als Nachfolger aus dem Zusammenschluss der folgenden drei Bussysteme EIB, BatiBus und EHS konzipiert. KNX ist kompatibel zur vorhergehenden Norm EN 50090, welche den EIB-Standard normiert.
LONLocal Operating Network (LON) ist ein Feldbus, welcher vorrangig in der Gebäudeautomatisierung eingesetzt wird. Dieser Feldbus wurde von der US-amerikanischen Firma Echelon um das Jahr 1990 entwickelt. Die LON-Technologie – mit ANSI/EIA-709.x und EIA-852 standardisiert sowie als EN14908 in das europäische und als ISO/IEC 14908-x in das internationale Normenwerk übernommen – ermöglicht den neutralen Informationsaustausch zwischen Anlagen und Geräten von verschiedensten Herstellern und unabhängig von den Anwendungen.
SMIDas Standard Motor Interface ist ein Feldbus zum Ansteuern von elektronischen Antrieben, beispielsweise für Jalousien oder Rollläden. Er kann alleine benutzt werden, wird jedoch meist in höhere Bussysteme wie KNX eingebunden. Neben einfacherer Verkabelung ist vor allem die Rückmeldefähigkeit ein deutlicher Vorteil zu konventionellen Antrieben.
LCNEin Local Control Network (abgekürzt LCN) ist ein proprietäres Gebäudeautomationssystem für Wohn- und Zweckbauten, das vom deutschen Hard- und Software-Unternehmen Issendorff KG mit Sitz in Rethen (Leine) entwickelt wurde.

#### Funkbusse
Noch vor kurzem versuchte jeder Hersteller sein System alleine durchzufechten, inzwischen gibt es mehrere Hersteller, die sich zu Allianzen formieren um eine größere Interoperabilität zu ermöglichen.
Vorteilhaft der Funkbusse gegenüber den drahtgebundenen ist dabei die einfache Nachrüstmöglichkeit und die Unabhängigkeit von jeglichen Leitungen, weshalb z. B. Lichtschalter, auch nachträglich, beliebig platziert werden können. Zudem sind Funksysteme im Vergleich zu konventionellen Bussystemen oft erheblich günstiger in der Anschaffung. Nachteilig ist, dass solche Systeme untereinander meist nicht oder nur bedingt (z. B. nur ein- und ausschalten) kompatibel sind oder waren.
Eine vermutete Störanfälligkeit wurde unter anderem durch Auswahl der Frequenz verhindert und ist bislang nicht aufgetreten.
Hier die wichtigsten Protokolle/Hersteller:
- KNX-RF – auch ISO/IEC 14543-3, Funkübertragung auf 868 MHz des KNX-Standards, eine Erweiterung des EIB (EN 50090)
- ZigBee ist eine Erweiterung des IEEE 802.15.4, wiederum eine Modifikation für sparsamen IEEE-802.11-Betrieb (868 MHz EU / 902 MHz USA / 2,4 GHz).
- Enocean Alliance, eine Non-Profit-Organisation zur Sicherung der Interoperabilität der Produkte die auf den internationalen Standard ISO/IEC 14543-3-10 basieren. (Mitglieder sind u. a. Siemens, Viessmann, Wieland Electric, Honeywell-Gruppe, Somfy, Thermokon, Wago, Kieback&Peter, Jäger Direkt, Eltako)
- Die IP500 Alliance entwickelt mit dem Standard IP500 eine Plattform für die Gebäudeautomation, die durch Verwendung und Unterstützung wichtiger Industrienormen sowie klare Spezifikation aller Schnittstellen Interoperabilität sichert. Mitglieder sind u. a. Bosch, Honeywell, Siemens, OMRON, TOYOTA TSUSHO. Verwendet und unterstützt werden IEEE 802.15.4-2006; 6LoWPAN; IPv6; IPSec; BACnet; AES128. Der IP500-Standard erfüllt die Regularien nach EN und VdS für elektronische Geräte in sicherheitsrelevanten Anwendungen wie Brandschutz, Einbruch oder Zutritt.
- Z-Wave Standard der Firma Sigma Designs, die u. a. von der Firma Danfoss, COQON[2] und der Merten GmbH eingesetzt werden. (868 MHz EU/902 MHz USA)
- Thread Group. Eine Erweiterung des IEEE 802.15.4 (wie ZigBee). ZigBee Dotdot ist auf Thread lauffähig[3]. Gründungsmitglieder: Nest (Google/Alphabet), ARM, Silicon Labs, Samsung, Qualcomm.
- HOMEeasy (ELRO)
- Bluetooth, sowie Bluetooth Mesh als Erweiterung von Bluetooth Low Energy
- (WLAN)

### Weitere zur Gebäudeautomation verwendete Bussysteme
- KNX
- BACnet
- Controller Area Network (CAN)
- Digital Addressable Lighting Interface (DALI)
- EtherCAT
- Ethernet
- EIA-485
- Interbus
- Modbus
- Profibus
- Profinet
- PLC-BUS
- eBus
- OpenTherm
- X10

### Raumautomation

#### Einordnung innerhalb der Gebäudeautomation

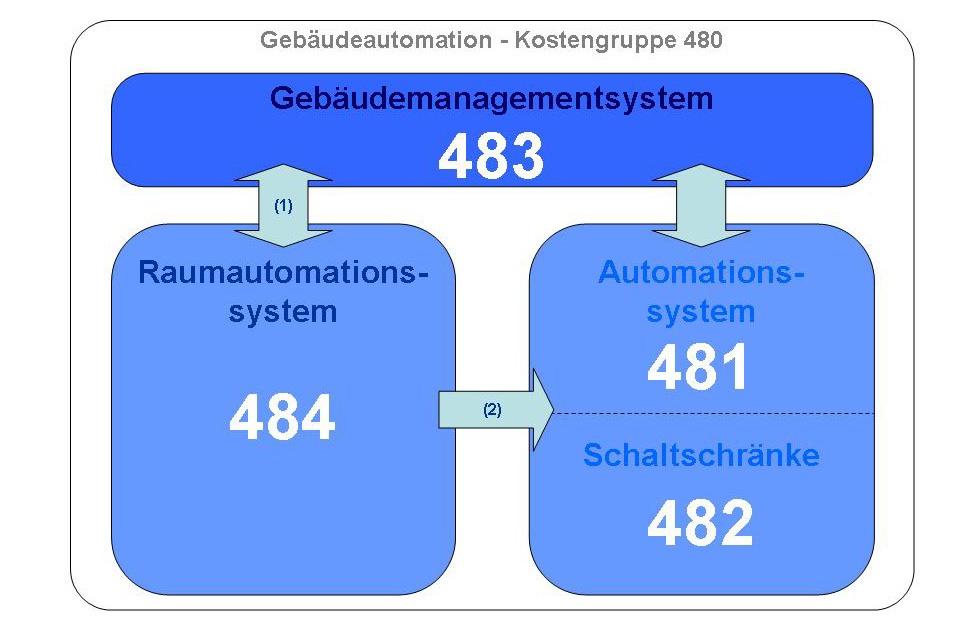
Abbildung 1: Raumautomation nach DIN 276

Der steigenden Bedeutung der Raumautomation ist die DIN 276 – Kosten im Bauwesen – im Jahre 2006 nachgekommen, indem diese als eigene Kostengruppe 484 im Rahmen der Kostengruppe 480 „Gebäudeautomation“ aufgenommen wurde. Die Abbildung 1 zeigt die Gebäudeautomation mit ihren Teilsystemen
- Gebäudemanagementsystem (auch GLT oder SCADA),
- (Anlagen-)Automationssystem (auch DDC-GA) inkl. Schaltschränken und
- Raumautomationssystem.

Neben der ursprünglichen Bedeutung für die Kostenschätzung und -abrechnung gibt das Bild auch die Beziehung der Teilsysteme untereinander wieder. Diese Beziehungen sind kommunikativer Art und dienen dem Datenaustausch zwischen den Systemen. Während die Kommunikation zwischen Raumautomation und Anlagenautomation hauptsächlich der bedarfsgeführten Anlagenregelung gilt, dienen die Schnittstellen beider Automationssysteme zum Managementsystem überwiegend der Visualisierung, Bedienung oder Trendaufzeichnung.

#### Hardwareaufbau
Im Gegensatz zur Anlagenautomation dehnt sich ein Raumautomationssystem im Allgemeinen über alle Flächen und Etagen eines Gebäudes aus. Dieser Umstand hat Auswirkungen auf den prinzipiellen Aufbau eines Raumautomationssystems. Ein Raumautomationssystem ist generell dezentraler aufgebaut und besteht aus einer hohen Anzahl kommunikationsfähiger Geräte mit jeweils einem spezifischen Leistungsumfang. Erst durch das Zusammenspiel mehrerer Geräte wird deshalb eine Raumautomationsfunktion realisiert.

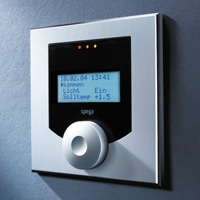
Abbildung 2: Raumbediengerät

Z. B. wird eine Konstantlichtregelung (s. u.) erst durch den Datenaustausch zwischen einem Multisensor für Helligkeit und Anwesenheit und einem Dimmaktor möglich. Falls der Nutzer eine Übersteuerungsmöglichkeit erhalten soll, erfolgt diese über ein drittes Gerät, das Raumbediengerät (siehe Abbildung 2).

#### Kommunikationsprotokolle
Um die Kommunikation zwischen den Geräten zuverlässig zu ermöglichen, nutzte man in der Vergangenheit meist sogenannte Bussysteme. Die wichtigsten offenen und genormten Bussysteme innerhalb der Raumautomation sind EIB/KNX und LON. Als drittes genormtes System kommt noch BACnet infrage, wobei die Verbreitung dieses Systems innerhalb der Raumautomation noch gering ist. Die erstgenannten Systeme haben den Vorteil, dass sie in freien Netzwerktopologien arbeiten, so dass die Geräte nicht in einer Linienstruktur verdrahtet werden müssen.
Heute setzen jedoch immer mehr Hersteller auf Funksysteme, weil sich diese leichter installieren lassen und preiswerter sind. So können Wohnungen und Häuser auch im Nachhinein noch automatisiert werden, ohne Wände aufzureißen. Die wichtigsten Protokolle dabei sind ZigBee, Z-Wave, HomeMatic, EnOcean, KNX-RF, DECT, Bluetooth und WLAN. Während Bluetooth und WLAN mit ihrer Frequenz im 2.400 MHz-Bereich nicht so gut durch Wände dringen, gelingt das anderen Protokollen im Frequenzbereich von zirka 868 MHz und 1.900 MHz besser. DECT reicht mit 50 bis 100 Metern in Gebäuden am weitesten. Nur wenige Sensoren und Aktoren bietet DECT, diese lassen sich zudem nicht mit anderen Systemen verbinden. Ein umfangreiches Sortiment bieten hingegen ZigBee, Z-Wave, Enocean und HomeMatic.

#### Systemaufbau

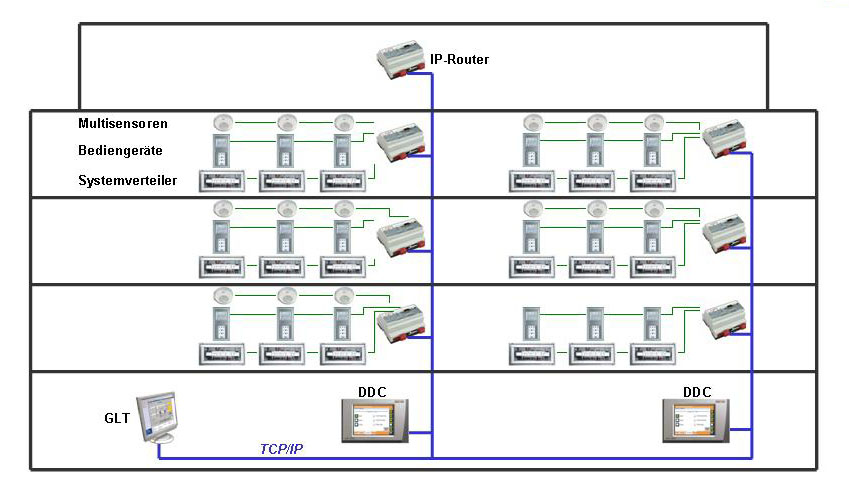
Abbildung 3: Systemaufbau

Das Rückgrat (Backbone) eines Raumautomationssystems, d. h. die Verbindung zwischen Etagen und Gebäudeteilen, bildet z. B. ein TCP/IP-basierendes Netzwerk (LAN), da alle erwähnten Bussysteme über eine entsprechende Protokolldefinition verfügen. Wegen der Vorteile einer freien Netzwerktopologie wird zur Verkabelung der Geräte auf den Etagen ein Twisted-Pair-Kabel gewählt, das wahlweise auch die erforderliche Spannungsversorgung der Geräte mitführen kann (Power over Ethernet). Den Übergang vom Backbone zu den Etagensegmenten bilden IP-Router. Abbildung 3 zeigt einen solchen Systemaufbau, in dem alle Teilsysteme das gemeinsame Backbone nutzen.

### Übertragungsmethoden
Derzeit gibt es eine große Vielfalt zueinander kompatibler Basistechnologien zur Vernetzung. Hier die wichtigsten:
| Technologie                  | Übertragung                     | Frequenzbereich (nur Funk)                                                                            | Verschlüsselung       | Proprietär             |
| ---------------------------- | ------------------------------- | --- | --------------------- | ---------------------- |
| smart PLACE                  | Datenleitung                    | |                       | ja                     |
| ZigBee Pro                   | Funk                            | 2,4 GHz, 868 MHz (je nach Umsetzung)                                                                  | AES-128               | nein                   |
| DigitalSTROM                 | Stromleitung                    | |                       | ja                     |
| Z-Wave Plus                  | Funk                            | 868 MHz                                                                                               | AES-128               | nein                   |
| Z-Wave                       | Funk                            | 868 MHz                                                                                               | AES-128               | nein                   |
| ProLine 2                    | Funk                            | 868 MHz                                                                                               |                       | ja                     |
| Enocean                      | Funk                            | 315 MHz (u. a. Asien) 868 MHz (u. a. Europa, China) 902 MHz (u. a. USA, Canada) 928 MHz (u. a. Japan) | AES-128               | nein                   |
| HomeMatic                    | Funk/Datenleitung               | 868,3 MHz                                                                                             | AES Authentifizierung | ja                     |
| LCN                          | Stromleitung + Datenleitung     | | keine                 | ja                     |
| KNX-RF                       | Funk                            | 868 MHz                                                                                               | keine                 | nein                   |
| KNX-PL                       | Stromleitung                    | | keine                 | nein                   |
| KNX-TP                       | Datenleitung                    | | nur mit KNX Secure    | nein                   |
| KNX-zertifizierte Busleitung | Datenleitung (J-Y(ST)Y 2×2×0,8) | | nur mit KNX Secure    | ja                     |
| Wi-Fi                        | Funk                            | 2,4 GHz, selten 5 GHz                                                                                 | WPA3, WPA2 u. ä.      | nein                   |
| Bluetooth                    | Funk                            | 2,4 GHz                                                                                               | AES-128               | nein                   |
| io-homecontrol               | Funk                            | 868–870 MHz                                                                                           | AES-128               | ja                     |
| DECT ULE                     | Funk                            | 1880 bis 1900 MHz                                                                                     | AES                   | nein                   |
| DALI                         | Stromleitung                    | | ?                     | ?                      |
| DMX                          | Datenleitung                    | | keine                 | nein                   |
| Loxone Air                   | Funk                            | 868 MHz (SRD Band Europe) 915 MHz (ISM-Band Region 2)                                                 | IPsec                 | ja                     |
| Loxone Tree                  | Datenleitung                    | |                       | ja                     |
| eNet                         | Funk                            | 868,3 MHz                                                                                             | AES-128               | ja                     |
| Busch-free@home              | Datenleitung + Funk             | 2,4 GHz                                                                                               | AES-128               | ja                     |
| Rademacher DuoFern           | Funk, bidirektional             | 434,5 MHz                                                                                             |                       | ja                     |
| Moeller / EATON xComfort     | Funk, bidirektional             | 868,3 MHz (Short Range Device)                                                                        |                       | ja (API für 3rd-Party) |
| BRELAG / Dominoswiss         | Funk                            | 868 MHz                                                                                               |                       | ja                     |
| KNOCKAUT TITAN System        | Datenleitung + Funk             | |                       |                        |

## Hausautomation

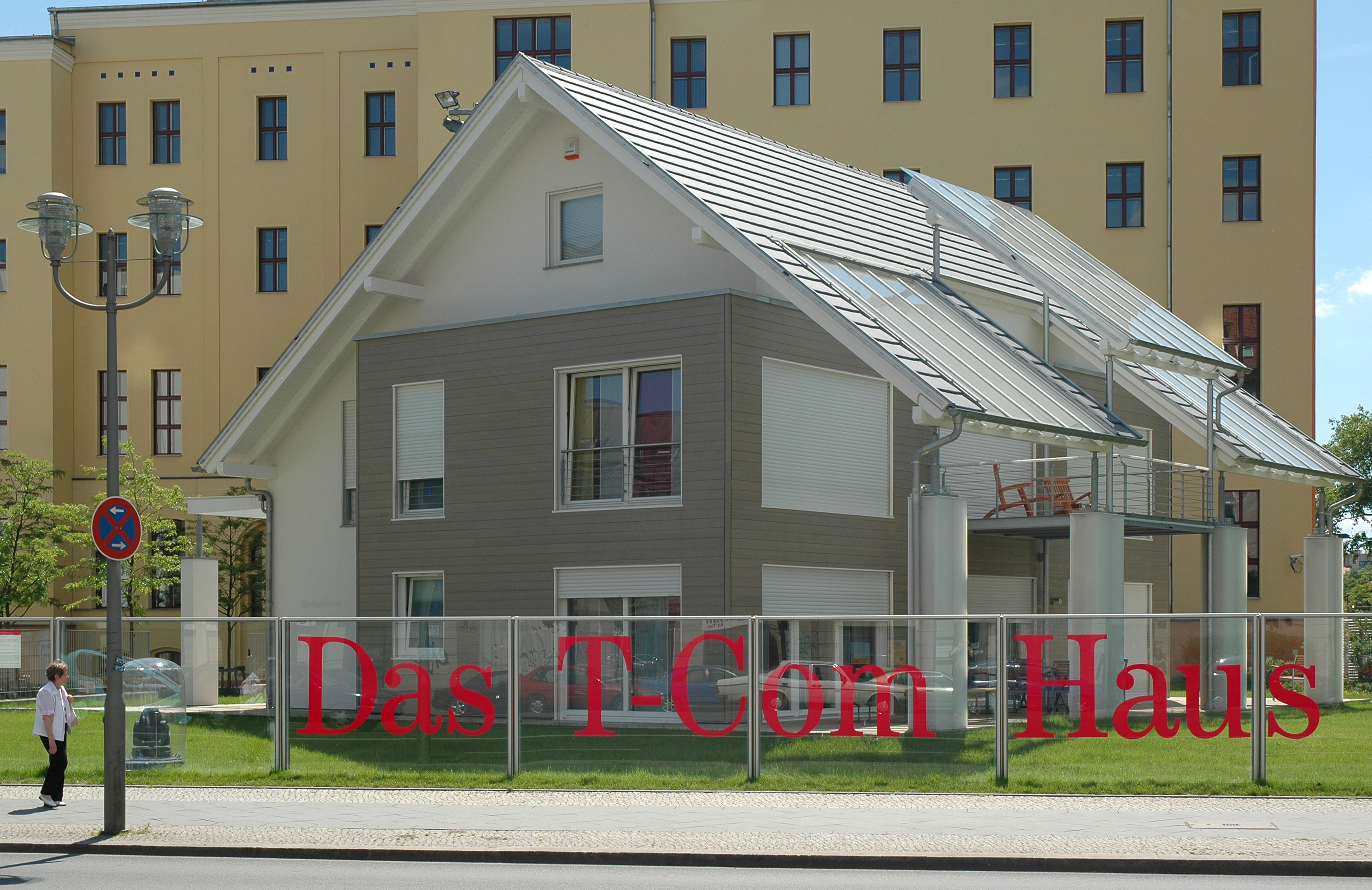
„T-Com Haus“ in Berlin, 2005

Hausautomation (Hausautomatisierung) oder Heimautomation ist der Teilbereich der Gebäudeautomation, der auf die Gegebenheiten privater Wohnhäuser und die speziellen Bedürfnissen seiner Bewohner ausgerichtet ist. Während bei der Automatisierung von öffentlichen Gebäuden, Industriegebäuden usw. die damit erzielbaren Energie- und Personaleinsparungen im Vordergrund stehen, sind dies bei der Hausautomation der erhöhte Wohnkomfort, die Sicherheit der Bewohner und die Möglichkeit, einen oder mehrere Wohnsitze überwachen zu können. Angesichts der steigenden Energiepreise erlangt jedoch auch das Thema Energieeffizienz immer größere Bedeutung für die Hausautomation. Die Partner von Hausautomations-Systemen bieten deswegen auch intelligente Geräte wie Zwischenstecker mit Strommessfunktion und Heizungsthermostate.

Hauptunterschied der Hausautomation zur allgemeinen Gebäudeautomation ist die besondere Wichtigkeit einer komfortablen Benutzerschnittstelle (Visualisierung). Häufig gibt es bei der Hausautomatisierung Funktionen, die bei der Gebäudeautomatisierung – wenn überhaupt – nur eine untergeordnete Rolle spielen (z. B. Unterhaltungsprogramme, automatische Pflanzenbewässerung oder Haustierfütterung, Beleuchtungsprogramme für Partys usw.).

Die Hausautomation übernimmt wichtige Teilaufgaben hinsichtlich „Altersgerechter Assistenzsysteme für ein selbstbestimmtes Leben“ (englisch „Ambient Assisted Living“, abgekürzt: AAL), wobei sich Berührungspunkte mit dem „Intelligenten Wohnen“ (englisch „Smart Living“) ergeben. Beim Intelligenten Wohnen stehen jedoch die Vernetzung und Automation von Hausgeräten im Vordergrund und weniger die Assistenzfunktionen eines adaptiven Gesamtsystems.

## Systembestandteile nach DIN 276
Mit der im Juni 1993 veröffentlichen, umfangreichen Revision der DIN 276 wurde die Gebäudeautomation (GA) als eigenständige Kostengruppe 480 bei der Ermittlung und Gliederung von Baukosten eingeführt. Zuvor waren die Kosten für die „Regeltechnik“ in den jeweiligen Gewerken, wie zum Beispiel Heizung (KG 420) oder Lüftung (KG 430), zu berücksichtigen.
Mit der Ausgabe vom November 2006 der DIN 276 Teil 1 wurde die GA in der Kostengruppe 480 mit Untergruppen aufgegliedert dargestellt. Diese Aufgliederung hat auch in der aktuellen Ausgabe vom Dezember 2018 der DIN 276: Kosten im Bauwesen weiterhin Bestand. Die KG 480: Gebäude- und Anlagenautomation Gebäudeautomationssystem besteht demnach aus den Untergruppen:
- KG 481: Automationseinrichtungen,
- KG 482: Schaltschränke, Automationsschwerpunkte (auch als Informationsschwerpunkt ISP bezeichnet),
- KG 483: Automationsmanagement (auch als GLT bezeichnet),
- KG 484: Kabel, Leitungen und Verlegesysteme,
- KG 485: Datenübertragungsnetze,
- KG 489: Sonstiges zur KG 480

Neben der, durch die DIN 276 erfassten Bedeutung für die Ermittlung und Gliederung von Baukosten, bildet die dargestellte Grafik auch die kommunikativen Beziehungen der Teilsysteme untereinander ab. Während die Kommunikation zwischen Raumautomation und Anlagenautomation hauptsächlich der bedarfsgeführten Regelung der Energieerzeuger gilt, dienen die Schnittstellen beider Automationssysteme zum Managementsystem überwiegend der Visualisierung, Bedienung oder Trendaufzeichnung.
Als Folge der Integration von der Gebäudeautomation als eigenständiges Gewerk in der DIN 276, welche im deutschen Bauwesen von zentraler Bedeutung ist, wurde die Gebäudeautomation auch in anderen, deutschen Normen, wie zum Beispiel im Juni 1996 in der DIN 18386 als Teil der VOB/C „Allgemeine Technische Vertragsbedingung“ als eigenständiges Gewerk behandelt. Auch im Standardleistungsbuch wurde der Titel 070 der GA gewidmet.

### Übersicht
Ein Raumautomationssystem besteht aus funktionaler Sicht prinzipiell aus der Verknüpfung von Sensoren und Aktoren mit bestimmten Funktionen. Stellt man nun alle drei Gruppen als Blöcke dar, entsteht das nachfolgende Prinzipbild.

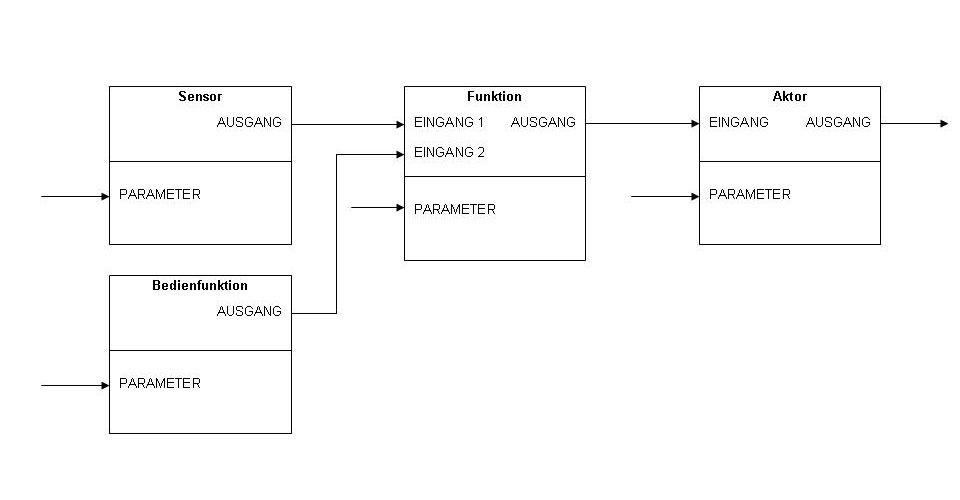
Abbildung 4: Blockdarstellung der Raumautomation

Diese Darstellungsweise ist in der Normung zur Gebäudeautomation zum Standard geworden und wird z. B. in der ISO EN DIN 16484-3 oder der EN 15500 verwendet. Auch die zurzeit im Gründruck befindliche VDI-Richtlinie 3813 Blatt 2 „Raumautomation – Funktionen“ verwendet diese Darstellung. Nachfolgend werden zur Erläuterung der Raumautomationsfunktionen die Begriffe dieser Richtlinie verwendet. Analog hierzu hat die LonMark Deutschland e. V. zu dieser Richtlinie kompatible firmenneutrale Ausschreibungstexte erstellt.
Von besonderem Vorteil ist in diesem Zusammenhang, dass die Darstellungsweise der LonMark International als sogenannte Funktionsprofile (engl.: functional profiles) der Darstellung der Richtlinie VDI 3813 weitgehend entspricht. So finden sich hier ebenfalls Sensoren, Aktoren und Controller, die den Funktionsblöcken entsprechen. Nachfolgend werden die wichtigsten Anwendungsfunktionen der Raumautomation beschrieben.

### Allgemeine Funktionen

#### Zeitprogramme
Zeitprogramme können Raumfunktionen zu festgelegten Zeiten variieren und z. B. an die zu erwartende Raumnutzung anpassen. Zeitprogramme zur Steigerung der Energieeffizienz passen u. a. die Betriebsarten der Raumtemperaturregler an oder schalten Beleuchtungen ab. Grundsätzlich sollten sich alle Raumfunktionen über Zeitprogramme schalten lassen, so dass vielfältige Nutzerwünsche erfüllbar sind.

#### Anwesenheitsauswertung
Über Präsenz- oder Multisensoren erkennen Raumautomationssysteme automatisch die Anwesenheit von Personen. Durch diese Information können die Funktionen für die Beleuchtung, den Sonnenschutz oder die Raumklimaregelung besonders energieeffizient betrieben werden, da Komfortkriterien mit erhöhtem Energieaufwand nur während der Anwesenheit von Personen erfüllt werden müssen.

#### Steuerung über Raumnutzungsarten
Bestimmte Einstellungen der Beleuchtung, des Sonnenschutzes oder der Raumklimafunktionen lassen sich in Form von Raumnutzungsarten (auch „Szenen“) gemeinsam speichern und jederzeit aufrufen. So kann der Nutzer durch einen Tastendruck auch komplexe Raumsituationen, z. B. in Vortragsräumen, einfach beherrschen. Die entsprechenden Geräte müssen hierfür einen Speicher besitzen.

### Funktionen für Beleuchtung, Blendschutz und Tageslichtnutzung

#### Konstantlichtregelung
Ein Sensor zur Erfassung der Raumhelligkeit, z. B. innerhalb eines Multisensors, sorgt für die exakte Anpassung des Beleuchtungsniveaus an die Arbeitsaufgabe. Hierfür erforderliche dimmfähige Aktoren bieten moderne Raumautomationssysteme für alle gängigen Beleuchtungen an. Durch die optimale Nutzung des Tageslichts ist die Konstantlichtregelung gerade in Verbindung mit der bereits erwähnten Präsenzerkennung in der Lage, über 50 % der Lichtenergie einzusparen.

#### Tageslichtschaltung
Der „kleine Bruder“ der Konstantlichtregelung ist überall dort einsetzbar, wo die Beleuchtung nur schaltbar ausgeführt werden kann. Zur Erfassung der Helligkeit ist ebenfalls ein Sensor im Raum erforderlich. Unterschreitet das Tageslicht die erforderliche Raumhelligkeit, wird Kunstlicht automatisch in ein oder mehreren Stufen zugeschaltet und bei Zunahme des Tageslichtanteils wieder abgeschaltet. Auch hier ist die Kombination mit der Präsenzerkennung empfehlenswert. Das Einsparpotenzial liegt bei bis zu 45 %.

#### Automatiklicht
In Räumen ohne ausreichende Tageslichtversorgung, z. B. in Fluren oder Sanitärräumen, lässt sich Energie sparen, indem die Beleuchtung nur temporär eingeschaltet wird. Die Präsenzerkennung liefert die hierfür erforderlichen Sensordaten. Eine einstellbare Abschaltverzögerung sorgt für Beleuchtungskomfort. Das Einsparpotenzial ist stark von der Nutzungsfrequenz abhängig.

#### Sonnenautomatik
Außenliegende Jalousien und bedingt auch Markisen sorgen vor allem für einen Wärmeschutz des Gebäudes. Innenliegende Jalousien, Vertikallamellen u. ä. sorgen vor allem für Blendfreiheit an Arbeitsplätzen. Beide sind insofern unverzichtbar – trotz der unvermeidbaren Reduzierung des Tageslichteinfalls. Die Sonnenautomatik sorgt nun in Verbindung mit entsprechenden Wetterdaten dafür, dass der außenliegende Sonnenschutz eine einstellbare Position immer dann einnimmt, wenn eine bestimmte Strahlungsintensität überschritten wird. Nach Ablauf einer einstellbaren Verzögerungszeit fährt der Sonnenschutz bei bedecktem Himmel zur besseren Tageslichtversorgung automatisch wieder in die Endlage oder zumindest in eine waagerechte Lamellenstellung. Der innenliegende Blendschutz ist i. d. R. nicht automatisiert, weil das Blendungsempfinden individuell zu bewerten ist.

#### Lamellennachführung
Die Lamellennachführung ist die konsequente Weiterentwicklung der Sonnenautomatik. Bei hoher Strahlungsintensität fährt der Sonnenschutz dazu in eine Stellung, die zyklisch dem Sonnenstand angepasst wird. So wird unter Aufrechterhaltung des Blendschutzes die Tageslichtversorgung maximiert. Aus energetischer Sicht empfiehlt sich die Kombination mit der Konstantlichtregelung, da diese auf die Optimierung kontinuierlich reagieren kann, und so noch einmal über 10 % der Beleuchtungsenergie eingespart werden können.

#### Verschattungskorrektur
Umliegende Gebäude oder eigene Gebäudeteile sorgen auf den Fassaden für Schattenwurf, der die Blendschutzfunktion für die im Schatten liegenden Jalousien zeitweise unnötig macht. Die Jalousien sollten für eine bessere Tageslichtversorgung in dieser Zeit geöffnet sein. Die Sonnenschutzaktoren eines Raumautomationssystems müssen für diese Funktion mit einer Verschattungskorrektur ausgerüstet sein, die in Verbindung mit der Sonnenautomatik oder der Lamellennachführung arbeitet. Die Funktion wird gelegentlich auch Jahresverschattungsdiagramm genannt.

#### Dämmerungsschaltung
Im Außen- oder Eingangsbereich und zur Illumination eines Gebäudes gilt: Licht ist nur dann erforderlich, wenn es dunkel wird. Da der Zeitpunkt jahreszeitlich variiert, sorgt die Dämmerungsschaltung selbstständig für den optimalen Einschaltmoment. Neben der Beleuchtung lässt sich selbstverständlich auch der Sonnenschutz dämmerungsabhängig positionieren.

#### Witterungsschutz
Witterungsschutzfunktionen vermeiden Schäden an der Sonnenschutzanlage. Sensoren für Temperatur, Niederschlag, Windgeschwindigkeit und -richtung stellen die erforderlichen Wetterdaten zur Verfügung. Die Schutzfunktionen für Wind, Niederschlag oder Eisbildung sorgen dafür, dass der Sonnenschutz rechtzeitig vor Beschädigungen eingezogen wird. Selbst motorische Fenster lassen sich in die Schutzfunktion einbeziehen, so dass Schäden durch eindringendes Regenwasser vermieden werden.

### Funktionen für die Raumklimaregelung

#### Energieniveauwahl
Zur Steigerung der Energieeffizienz können für jeden Raum individuell die Energieniveaus Komfort, Standby, Economy (Nachtabsenkung) oder Gebäudeschutz gewählt werden, denen jeweils eigene Sollwerte zugeordnet sind. Eine Umschaltung kann sowohl über Zeitprogramme, manuelle Bedientaster oder die Präsenzerkennung erfolgen. Eine besonders energiesparende Variante besteht darin, morgens per Schaltuhr von Economy auf die Betriebsart Standby-Betrieb umzuschalten und die Anhebung der Sollwerte auf das Komfortniveau durch die Präsenzerkennung vornehmen zu lassen. Auf diese Weise lassen sich über 20 % der Wärme- und Kälteenergie einsparen.

#### Startoptimierung
Wird dem Raumtemperaturregler über ein Zeitprogramm zusätzlich zum gegenwärtigen Energieniveau auch das nächste und der zugehörige Zeitpunkt mitgeteilt, ist der Regler in der Lage, den optimalen Aufheizzeitpunkt des Raums anhand zusätzlicher Informationen, wie der Raum- und der Außentemperatur, so zu bestimmen, dass die gewünschte Raumtemperatur genau zu dem gewählten Zeitpunkt zur Verfügung steht. Diese Funktion, die ein zu frühes Aufheizen vermeidet, ist eine Erweiterung der Energieniveauwahl und nennt sich Startoptimierung.

#### Fensterüberwachung
Bei geöffneten Fenstern sorgt die Fensterüberwachung für eine automatische Umschaltung auf das Energieniveau Gebäudeschutz um Energieverschwendung zu vermeiden. Der Zustand der Fenster wird über entsprechende Kontakte eingelesen. Die erzielbare Einsparung beträgt bis zu 10 % der Heiz- und Kühlenergie.

#### Sollwertermittlung
Abhängig vom Energieniveau, der Raumtemperatur und der über eine zentrale Vorgabe oder durch eine lokale Bedienung vorgegebenen Wunschtemperatur muss ein Raumtemperaturregler in der Lage sein, die korrekte Sollwertvorgabe des Regelalgorithmus zu ermitteln. Zusätzlich kann der Sollwert bei hohen Außentemperaturen gleitend angehoben werden (Sommerkompensation), um zu große Unterschiede zur Raumtemperatur zu vermeiden.

#### Temperaturregelung
Die eigentliche Regelung der Raumtemperatur durch Ermittlung der korrekten Stellantriebsstellung für Heizen oder Kühlen erfolgt durch die Funktion Temperaturregelung. In den meisten Fällen kommen PI-Regler zum Einsatz, die in der Lage sind, statische Regelabweichungen zu eliminieren.

#### Ventilatorsteuerung
Luftgestützte Anlagen, z. B. Gebläsekonvektoren, verfügen über Ventilatoren zum Lufttransport. Die Luftmenge kann dabei meist mehrstufig an die erforderliche Heiz- oder Kühlleistung angepasst werden. Die Wahl der geeigneten Ventilatorstufe erfolgt anhand der Differenz der Ist- zur Soll-Raumlufttemperatur oder analog zu den Stellantrieben der Heiz- oder Kühlregister.

#### Luftqualitätsregelung
Wird die Versorgung der Räume mit Frischluft über mechanische Systeme, wie Zentral- oder Fassadenlüftungsanlagen gewährleistet, wird die Zuluftmenge zur Einsparung elektrischer Energie für die Ventilatoren an die Raumluftqualität angepasst. In der einfachsten Form wird die Anwesenheitsauswertung als Kriterium herangezogen, um den Volumenstrom von einem bauphysikalischen Minimalwert auf einen Standardwert bei Belegung zu erhöhen (Luftqualitätssteuerung). Die höchste Energieeffizienz wird dagegen erst erreicht, wenn die Luftqualität mittels CO2- oder Mischgassensoren gemessen und die Zuluftmenge zur Beibehaltung einer festen Luftgüte geregelt wird (Luftqualitätsregelung).

#### Nachtkühlung
Kühle Nachtluft lässt sich zum Herunterkühlen der Raumluft nutzen, falls Fenster oder Fassadenklappen motorisch geöffnet werden können oder Gebläsekonvektoren mit Zuluftklappen vorhanden sind. Diese Funktion sollte mit Hilfe der gemessenen lokalen Raumtemperatur und der Außentemperatur raumindividuell ausgeführt werden, um eine optimale Absenkung zu erreichen.

#### Thermoautomatik
Durch die Fenster eintretendes Sonnenlicht sorgt für einen Wärmeeintrag in den Raum, der je nach Raumtemperatur willkommen oder unwillkommen ist. Die Thermoautomatik übernimmt in unbelegten Räumen nun die Kontrolle über den Sonnenschutz zur Unterstützung von Heiz- oder Kühlvorgängen. So kann im Sommer eine Überhitzung vermieden und im Winter die Heizung durch solare Gewinne entlastet werden.

## Energieeffizienz durch Raumautomation
Der hohe Energieaufwand für Klimatisierung und Beleuchtung in Nicht-Wohngebäuden erfordert neben einer guten Dämmung und einer modernen Anlagentechnik mit Wärmerückgewinnung, insbesondere auch eine energieeffiziente Regelungstechnik. Dazu heißt es in der 2007 veröffentlichten BDI-Studie von McKinsey: „Im Gebäudebereich leisten Hebel zur Verbrauchsminderung und zur Steigerung der Energieeffizienz (…) den größten Beitrag zur Treibhausgasvermeidung. Dabei bewirkt die gesamthafte Sanierung alter, nicht energieeffizienter Gebäude eine deutlichere Verbesserung als die bloße Umsetzung von Standards für einzelne Gebäudeteile.“

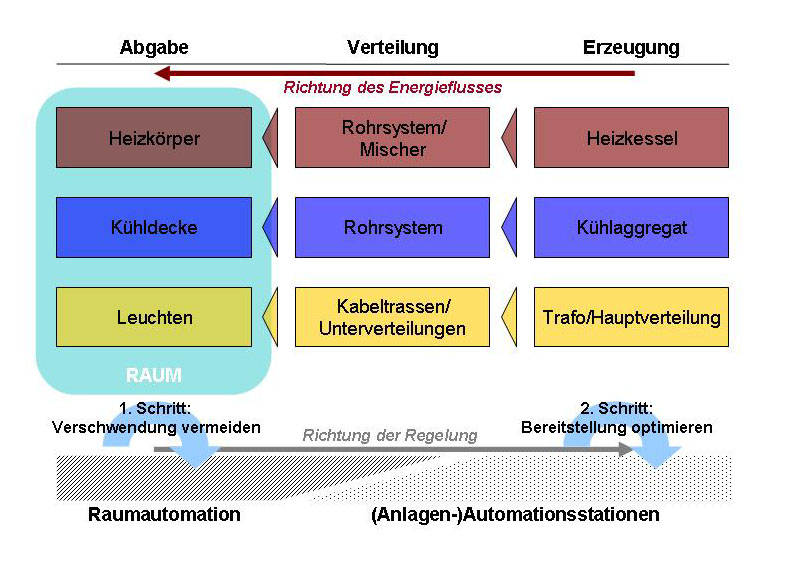
Abbildung 5: Regelschema

Energiesparen bedeutet aus Sicht der Raumautomation vor allem Verschwendung zu vermeiden! Kühlen oder Heizen bei offenem Fenster, eingeschaltete Beleuchtung bei ausreichendem Tageslicht, beheizte aber ungenutzte Räume sind Ausdruck solcher Energieverschwendungen, die durch ein Raumautomationssystem eliminiert werden. Dazu erfasst es in jedem Raum die erforderlichen Konditionen, wie Raumbelegung, Temperatur, Helligkeit, Fensterstellung usw. und stimmt daraufhin die Heizung oder Kühlung, Lüftung, Beleuchtung und den Sonnenschutz optimal aufeinander ab. So werden sowohl die gewünschten Komfortbedingungen in belegten Räumen als auch die Betriebsbereitschaft unbelegter Räume mit höchster Wirtschaftlichkeit aufrechterhalten. Regelungstechnisch bedeutet dies, dass in einem ersten Optimierungsschritt, der autark durch die Raumautomation ausgeführt wird, Energieverschwendungen vermieden werden und anschließend die optimierten Energiebedarfe an die Anlagenregler als Soll-Größe weitergegeben werden. Innerhalb der Automationsstationen erfolgt dann im zweiten Schritt die Optimierung der Energiebereitstellung (siehe Abbildung 5).
Eine im Auftrag der LonMark Deutschland an der Hochschule Biberach im Jahre 2007 durchgeführte Studie weist nach, dass ein Raumautomationssystem durch die integrierten energieeffizienten Automationsfunktionen (siehe Abschnitt) den Energiebedarf eines Büro- oder Schulgebäudes so um über 40 % senken kann.
Die Auswirkungen der Gebäudeautomation und damit auch von Raumautomationssystemen auf die Energieeffizienz von Gebäuden ist normativ in der DIN EN 15232 dargestellt. Hierzu werden die Automationsfunktionen in 4 GA-Effizienzklassen eingeteilt:
- GA-Effizienzklasse A: hoch energieeffiziente GA-Systeme
- GA-Effizienzklasse B: weiterentwickelte, teil-integrierte GA-Systeme
- GA-Effizienzklasse C: Standard GA-Systeme
- GA-Effizienzklasse D: nicht energieeffiziente GA-Systeme

Eine exakte Zuordnung aller Raumautomationsfunktionen zu den entsprechenden Effizienzklassen enthält die Richtlinie VDI 3813-2. Damit kann z. B. der Fachplaner alle für eine gewünschte Effizienzklasse nach DIN EN 15232 erforderlichen Raumautomationsfunktionen zuverlässig identifizieren (siehe Weblinks).

## Nutzungsflexibilität durch Raumautomation
Gerade von Büro- oder Verwaltungsgebäuden wird erwartet, dass sie sich den wechselnden Anforderungen unterschiedlicher Mieter bzw. neuer Ablauf- oder Arbeitsorganisationen anpassen können. Weil sich dadurch die Flächenaufteilung und -nutzung ändert, sollte ein Raumautomationssystem in diesen Gebäuden in der Lage sein, diesen Wandel zu begleiten, ohne Umverdrahtungen erforderlich zu machen.
Was bei konventioneller Technik nicht möglich ist, kann mit Hilfe eines achsflexiblen Raumautomationskonzepts perfekt umgesetzt werden. Dazu muss das Raumautomationssystem lediglich so konzipiert werden, dass jede Gebäudeachse autark betrieben werden kann. Prinzipiell nimmt ein Systemverteiler in diesem Fall alle Sensoren und Aktoren ortsfest installierter Feldkomponenten (z. B. Fensterkontakte, Taupunktwächter, Lichtauslässe, Sonnenschutzmotoren, Stellantriebe) für eine fixe Anzahl von Achsen auf – unabhängig von der tatsächlichen Raumzuordnung. Die in der Folge variabel entstehenden Räume werden mit einem Raumbediengerät und der raumorientierten Sensorik (z. B. Multisensor) bestückt. Bei dieser Konzeption ist lediglich dafür Sorge zu tragen, dass die gewünschten Regelfunktionen (siehe Abschnitt oben) in ausreichender Anzahl, d. h. je gebildetem Raum, verfügbar sind. Aus diesem Grunde empfiehlt sich die Anordnung der Regelfunktionen auf den raumorientierten Geräten. Die Gruppierung der Achsen zu Räumen kann während des Gebäudebetriebs per Software erfolgen und deshalb zu jeder Zeit variiert werden, ohne dass in die Verkabelung eingegriffen werden muss.

## Produktivitätssteigerung durch Raumautomation
Wissenschaftliche Studien, z. B. des BOSTI (Buffalo Organization for Social and Technological Innovation), weisen schon seit Ende der 60er Jahre nach, dass die Produktivität und Arbeitszufriedenheit von Menschen durch eine ideale Arbeitsumgebung um 15 % gegenüber durchschnittlichen Umgebungsbedingungen gesteigert werden kann. Dafür sind im Wesentlichen Parameter verantwortlich, die durch ein Raumautomationssystem beeinflusst werden: Beleuchtung, Temperatur und Luftqualität. Daraus folgt, dass ein Raumautomationssystem aus Gründen der Produktivität genauso selbstverständlich sein sollte, wie eine ergonomische Büroausstattung.

## Schnittstelle zum Anlagen-Automationssystem
Die in Abbildung 1 mit der Ziffer (2) gekennzeichnete Pfeil stellt die Schnittstelle zwischen der Raumautomation und der Anlagen-Automation dar. Wie bereits im Abschnitt zur Energieeffizienz erwähnt arbeiten beide Systeme weitestgehend autark. Die Schnittstelle dient deshalb in erster Linie dazu, die bereits optimierten Energiebedarfswerte der Räume in geeigneter Weise an die Anlagenregler zu übergeben um eine wirtschaftliche Bereitstellung der benötigten Energie zu gewährleisten. Da die Anzahl der Datenpunkte gering ist, ist eine Integration beider Systeme in der Regel nicht besonders aufwendig. Falls die Systeme auf unterschiedlichen Kommunikationsstandards basieren, ist ein entsprechendes Gateway vorzusehen.

## Schnittstelle zum Gebäudemanagementsystem
Der Pfeil (1) in Abbildung 1 zeigt die Kommunikationsbeziehung zwischen dem Raumautomationssystem und dem Gebäudemanagementsystem. Der Hauptzweck ist der Datenaustausch zur Visualisierung und Bedienung, zum Alarmmanagement, zur Archivierung sowie die Pflege von Kalendern und Zeitschaltuhren. Gerade im Falle umfangreicher Visualisierungen ist die Anzahl der Datenpunkte hoch. Zur Kommunikation eignen sich besonders die OPC Software-Schnittstelle oder das BACnet/IP Protokoll.

## Chancen und Risiken

### Möglichkeiten der Gebäudeautomation (GA)
- Beleuchtung bedarfs-, tageszeit- bzw. jahreszeit- und bewegungsabhängig schalten bzw. dimmen, auch von mehreren individuellen Kanälen gleichzeitig in Form von Licht-Szenen.
- Heizung, Lüftungsanlage oder Klimaanlage bedarfs- und zeitgerecht steuern
- Verschattungseinrichtungen in Abhängigkeit von Sonnenlicht und Wind zeit- und bedarfsgerecht steuern
- Sicherheit erhöhen durch die Überwachung von Fenster- und Türkontakten sowie von Bewegungsmeldern
- Zutrittskontrollsysteme realisieren
- alle Steuerungsvorgänge im Gebäude zentral erfassen und anzeigen
- schalten bzw. dimmen mit Funk- oder Infrarotfernbedienung
- Fernüberwachung und Fernsteuerung über das Telefonnetz oder über das Internet (Fernwirken)
- Verbrauchsdatenerfassung von Wärmezählern, Wasserzählern, Gaszählern und Stromzählern
- Laststeuerung auf Basis der Verbrauchsdatenerfassung durch sequenzielles Einschalten von Beleuchtungen
- Steuern der Mediengeräte, Multiraumsysteme in den Schulungs-, Seminar- und Medienräumen
- Steuerung elektrischer Geräte des Alltags wie Kaffeemaschine oder Radio
- Simulation von Anwesenheit erhöht Sicherheit

### Vor- und Nachteile

#### Vorteile
- Energieverbrauchsreduktion durch intelligente Regelung.
- Komfortgewinn durch intelligente Steuerung: zum Beispiel kann auf einen Tastendruck eine vordefinierte Beleuchtungssituation hergestellt werden, ohne dass mehrere Lampen einzeln geschaltet oder gedimmt werden müssen; oder durch logische Verknüpfungen von Schaltzuständen können alternativ definierte Aktionen ausgelöst werden.
- Schutz gegen Einbrüche durch Anwesenheitssimulation.
- Sicherheit für die Bewohner durch Alarmierung beim Auftreten von kritischen Situationen.
- Überwachung von einem externen Sicherheitsdienst durch automatische Alarmweiterleitung.

#### Nachteile
- Höhere Anschaffungskosten im Vergleich zur normalen Gebäudeinstallation. Zum einen amortisieren sich aber die Kosten vielfach durch die Energieeinsparungen im Betrieb, zum anderen sind viele Funktionen mit klassischer Gebäudeinstallation gar nicht möglich oder viel teurer.
- Bei hoher Komplexität ist für den Betrieb der Anlagen qualifiziertes Personal notwendig.
- Erhöhte Abhängigkeit vom Installateur bzw. DDC-GA-Hersteller der Anlagen, da einige Errichter gleichzeitig die Hersteller der DDC-GA-Komponenten sind. Es ist daher darauf zu achten, dass sämtliche Unterlagen inklusive der aktuellen Programme in den DDC-GA-Komponenten übergeben werden, da sonst die nachträgliche Erweiterung der Anlagen immer durch den Errichter erfolgen muss. Alternativ sind genormte Bussysteme mit zertifizierten Produkten (EIB, KNX) einzusetzen, die eine große Herstellervielfalt und in der Regel auch Austauschbarkeit der Komponenten gewährleisten.
- Höhere Ausfallanfälligkeit im Vergleich zur normalen Gebäudeinstallation auf Grund von Hard- oder Softwarefehlern. Bei Anlagen mit zentraler Steuerung kann diese einen Single Point of Failure darstellen, und, sofern keine Redundanz vorhanden ist, ein Defekt oder eine Fehlkonfiguration den Ausfall der kompletten Anlage zur Folge haben.

## Logische Ebenen in der Gebäudeautomation
Die Gebäudeautomation wird (funktional) in drei Ebenen unterteilt: die Feldebene, die Automationsebene und die Managementebene.

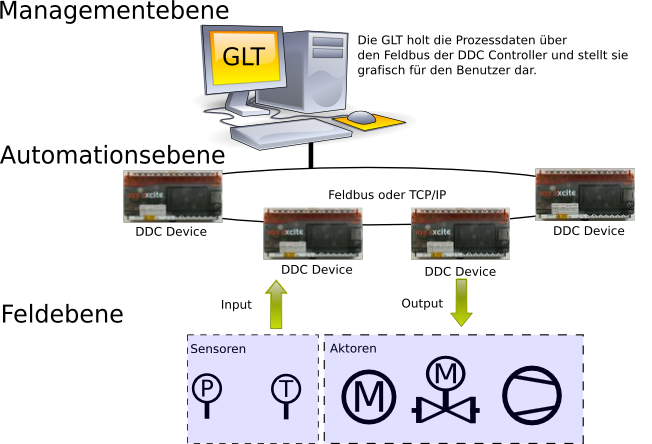
Ebenen der Kommunikation in der Gebäudeautomation

Die klassische Aufteilung der Ebenen ist im Bild zu sehen. Durch die rasante Entwicklung der Mikroprozessoren in den letzten Jahren wird die bisherige klassische Aufteilung von Feld-, Automations- und Managementebene immer mehr verwischt. Es wandert mehr Intelligenz in die Sensoren und Aktoren, so dass diese inzwischen auch direkt an die Feldbusse der DDCs angebunden werden. Teilweise weisen Feldgeräte Managementfunktionalität auf. Weiterhin wandert durch den Einsatz von sogenannten Residential Gateways auch mehr lokale Intelligenz in die Automationsebene, wohingegen die Managementebene teilweise in lokales und Remote Management zu untergliedern ist. Hierbei macht sich vor allen Dingen bemerkbar, dass sich die Anforderungen im Heimbereich (Einfamilienhäuser) stark von denen im professionellen Bereich (Bürogebäude) unterscheiden.

### Managementebene
Als Managementebene wird die Ebene bezeichnet, mit deren Hilfe die Anlagen überwacht und in ihrer Betriebsweise optimiert werden. Die Visualisierung historisierter und statistisch bearbeiteter Daten gehört dazu. In der Managementebene kommt spezielle Software, die Gebäudeleittechnik zum Einsatz. Es gibt diverse herstellerabhängige Systeme, die ihre Vor- und Nachteile haben. Als herstellerunabhängige Schnittstellen auf der Managementebene sind OPC, OPC Unified Architecture und BACnet zu nennen, wobei BACnet auch auf Automationsebene (native BACnet) funktioniert.
Es ist auf der Managementebene möglich, über Gateways die Herstellerabhängigkeit bestehender Anlagen mit proprietären Bussystemen aufzuheben. Dazu ist jedoch bei den meisten Systemen die Kooperation des Herstellers notwendig.
Je nach Anwendungsgebiet kann die Managementebene in lokales und Remote-Management untergliedert werden, wobei sogenannte Residential Gateways das lokale Management entweder vollständig autark übernehmen oder aber eine Komponente hiervon bilden können. Das Remote-Management wiederum setzt von zentraler Stelle aus auf den lokalen Komponenten auf und ermöglicht so zum Beispiel eine Fernsteuerung über gesicherte Internet-Verbindungen.
Häufig missverstanden als „Management“ gibt es Funktionen für die Bedienung der Gebäudeautomation. Diese Funktionen sind unabhängig von der jeweils betrachteten Ebene (nach DIN EN ISO 16484). Mit den Bedienfunktionen werden GA-Systeme gesteuert und Informationen für den Betreiber visualisiert.

### Automationsebene
Für den Austausch von Daten auf der Automationsebene zwischen den DDCs sind trotz Standardisierung auch heute noch vielfach proprietäre Bussysteme im Einsatz. Es ist jedoch durch den Druck des Marktes ein Trend zum herstellerübergreifenden Austausch von Informationen zu beobachten (Interoperabilität). DDC-GA-Komponenten, die mit diesen offenen Systemen auf Automationsebene arbeiten, sind jedoch bisher teurer.
Auf Automationsebene sind insbesondere BACnet und LON (Local Operating Network) als herstellerübergreifende Bussysteme zu nennen. BACnet und LON werden von großen Unternehmen bevorzugt im Zweckbau eingesetzt. Ziel ist es, das Management von größeren Gebäudeanlagen (z. B. Bürohäusern, Kliniken oder Flughäfen) mit einem echt offenen Standard zu realisieren.
Aufgrund des herstellerorientierten Marktes sind öffentlich wenig verlässliche Aussagen über die Anzahl der realisierten Systeme möglich. Nur die im VDMA-AMG organisierten Hersteller haben Zugang zur sehr detaillierten „VDMA-Statistik“, die seit 1987 verlässliche Marktdaten liefert.
Außerdem gibt es Funksysteme zur Nachrüstung, wenn keine neuen Kabel gezogen werden sollen.
Als Alternative zu Bussystemen werden in der Gebäudeautomatisierung auch speicherprogrammierbare Steuerungen (SPS) eingesetzt. Mit Hilfe von Busankopplern sind auch Mischformen möglich.
Basierend auf leistungsstarken Steuercontrollern im Schaltschrank etablieren sich in den letzten Jahren OSGi-basierte Gebäudebetriebssysteme ähnlich den SPS-Systemen, jedoch ist hier keine Programmierung mehr notwendig. Alle Funktionalität wird über eine Managementsoftware kommissioniert.

### Feldebene
Als Feldebene wird die Verkabelung der Sensoren und Aktoren mit den DDC-GA-Komponenten bezeichnet. Die Schnittstellen zu den Sensoren sind sehr einfach, da die Sensoren in der Regel direkt mit den Eingängen der DDC verbunden werden. Dabei wertet die DDC-GA-Komponente bei Temperatursensoren, z. B. Pt100, NTC oder PTC, die Widerstandsänderungen aus, die den Messwert repräsentieren. Bei aktiven Sensoren, z. B. Drucksensoren, wird ein analoges Einheitssignal von 0/4 bis 20 mA oder 0 bis 10 V übertragen, das den Messwert repräsentiert. Bei den digitalen Eingängen wird mit potentialfreien Kontakten und S0-Schnittstellen gearbeitet.

## Studium
Gebäudeautomation als eigenständiger Studiengang wird seit 2017 in Kooperation der Hochschulen Biberach und Münster angeboten. Organisatorisch durchgeführt wird der Studiengang durch die Akademie der Hochschule Biberach.
Es handelt sich um einen Master-Studiengang, der berufsbegleitend als Weiterbildungsstudiengang in vier Semestern studiert werden kann.
Als Studienrichtung bzw. Studienschwerpunkt wird Gebäudeautomation ansonsten lediglich im Rahmen von Gebäudetechnik-, Versorgungstechnik- oder Elektrotechnik-Studiengängen angeboten.
Deutsche Hochschulen, die eine Studienrichtung bzw. einen Studienschwerpunkt Gebäudeautomation anbieten, sind z. B.:
- Hochschule für Technik und Wirtschaft Berlin (Gebäudeenergie- und -informationstechnik (Bachelor of Engineering))
- Hochschule Biberach (Energie-Ingenieurwesen (Bachelor of Engineering) sowie Energie- und Gebäudesysteme (Master of Science))
- Fachhochschule Dortmund (Fachrichtung Elektrotechnik mit Vertiefung Gebäudesystemtechnik)
- Hochschule Esslingen (Fachrichtung Gebäude – Energie – Umwelt mit Schwerpunkt Gebäudetechnik)
- Hochschule Magdeburg-Stendal (Masterstudiengang Elektrotechnik – Gebäudesystemtechnik)
- Technische Hochschule Mittelhessen (Fachbereich Informationstechnik-Elektrotechnik-Mechatronik mit Schwerpunkt Gebäudeautomation[21])
- Fachhochschule Südwestfalen (Wirtschaftsingenieurwesen-Gebäudesystemtechnologie (Bachelor of Engineering))
- Fachhochschule Westküste (Studienrichtung Umweltgerechte Gebäudesystemtechnik)
- Hochschule 21 (Studiengang Gebäudetechnik mit Bachelorabschluss sowie Ingenieururkunde des Landes Niedersachsen[22])

In der Schweiz findet sich beispielsweise an der Hochschule Luzern der Studiengang Gebäudetechnik, der in seiner Studienrichtung Gebäude-Elektroengineering Themen der Gebäudeautomation behandelt.
In Österreich wird am Management Center Innsbruck der duale Studiengang Smart Building Technologies angeboten.

## Wichtige Gebäudeautomations-Unternehmen
- Johnson Controls
- Beckhoff Automation
- Bosch Sicherheitssysteme
- Kieback&Peter
- Loxone
- MyGekko[23]
- Neuberger (Weishaupt Gruppe)
- Phoenix Contact
- Saia-Burgess Controls
- Sauter AG
- Siemens Building Technologies
- WAGO